# Parapnyxia hispanica
Parapnyxia hispanica är en tvåvingeart som beskrevs av Werner Mohrig och Blasco-zumeta 1996. Parapnyxia hispanica ingår i släktet Parapnyxia och familjen sorgmyggor.
Artens utbredningsområde är Spanien. Inga underarter finns listade i Catalogue of Life.